# Torre (Burgos)
Torre es una localidad del municipio burgalés de Condado de Treviño, en la Comunidad Autónoma de Castilla y León (España). 

## Localidades limítrofes
Confina con las siguientes localidades:
- Al norte con Argote.
- Al este con Samiano.
- Al sureste con Mesanza.
- Al suroeste con San Martín de Galvarín.
- Al oeste con San Martín de Zar.

## Demografía
Evolución de la población
| Gráfica de evolución demográfica de Torre entre 2000 y 2017        |
|                                                                    |
| Población de derecho (2000-2017) según el padrón municipal del INE |

## Historia
Así se describe a Torre en el tomo XV del Diccionario geográfico-estadístico-histórico de España y sus posesiones de Ultramar, obra impulsada por Pascual Madoz a mediados del siglo XIX:

Lugar en la provincia, audiencia territorial, capitanía general de Burgos (19 leguas), partido judicial de Miranda de Ebro (5), diócesis de Calahorra (16), ayuntamiento y condado de Treviño (1 ½). Situado en un llano a corta distancia del río Sumayuda, con buena ventilación, y clima frío y saludable; las enfermedades comunes, son constipados. Tiene 8 casas, y una iglesia parroquial (La Asunción de Nuestra Señora) servida por un beneficiado con la cura, un medio racionero y un sacristán. El término confina N Argote y Ogueta; E Samiano; S San Martín de Galbarín, y O Pedruzo y Arana. El terreno es de mediana calidad, le fertiliza el río mencionado, y el arroyo de San Martín, cuyas aguas se utilizan para el riego; el monte está poblado de robles; contiene canteras de donde se extraen piedras de molino. Los caminos son locales. El correo se recibe de Treviño y de Vitoria, por medio de valijero, los martes, jueves y sábados. Producciones: cereales, legumbres, lino y patatas; cría ganado lanar, mular, cabrío y vacuno, caza de perdices y codornices, y pesca de truchas y anguilas. Población: 6 vecinos, 26 almas. Capital productivo: 14.600 reales. Imponible: 574.
Diccionario geográfico-estadístico-histórico de España y sus posesiones de Ultramar